# Scotinosoma bistrigatum
Scotinosoma bistrigatum är en tvåvingeart som beskrevs av Friedrich Georg Hendel 1914. Scotinosoma bistrigatum ingår i släktet Scotinosoma och familjen bredmunsflugor. Inga underarter finns listade i Catalogue of Life.